# Oliveto Citra
Oliveto Citra – miejscowość i gmina we Włoszech, w regionie Kampania, w prowincji Salerno.
Według danych na rok 2004 gminę zamieszkiwały 4002 osoby, 129,1 os./km².

## Współpraca
- Szczawnica, Polska
- Collesano, Włochy